# BRC 28
Тепловоз BR серии 28 (Тип 2 завода Metropolitan-Vickers) — пятиосный тепловоз.
Тепловоз создан согласно планам модернизации British Rail. Он имел уникальную для Великобритании и многих других стран колёсную формулу 3О−2О — одна тележка имела три колёсные пары, вторая — две. В связи с тем, что из-за высокой осевой нагрузки этот тепловоз не мог эксплуатироваться на некоторых участках пути со слабым верхним строением пути, применение его было ограничено. У тепловоза была необычно высокая для локомотивов 2 типа сила тяги — 22,7 тонны. Тем не менее, срыв в боксование благодаря распределению тягового усилия по 5 осям был почти исключён.
На тепловозе был установлен тихоходный 8-мицилиндровый двухтактный дизельный двигатель, развивающий при 625 об/мин мощность 1200 л.с. Такой же дизель был установлен на ирландском тепловозе CIE 001 и австралийском WAGR X. Дизели показали себя как ненадёжные, часто выходили из строя, имели большую шумность и дымный выхлоп. В 1961 году все тепловозы были возвращены на завод для доработки. Кроме проблем с дизелем, имелись проблемы с выпадающими во время движения окнами в кабине машиниста.

## В культуре
Тепловоз серии BR 28 является прототипом БоКо, персонажем в книге Уилберта Оудри "Железнодорожные истории", а также в мультфильме «Томас и друзья». БоКо носит номер D5702. Примечательно, что D5702 существует: он был построен в 1958-м и перестал работать в сентябре 1968 года, а позднее был отправлен на свалку.